# Chūbu
Chūbu (中部地方 en japonès; Chūbu-chihō Hepburn, Tyûbu-tihô Kunrei-shiki) és la regió central de l'illa de Honshu, la principal illa del Japó. És entre les regions de Kanto i Kansai i inclou a la ciutat de Nagoya juntament a les costes de l'oceà Pacífic i del Mar del Japó, i també el famós mont Fuji. La regió està dividida administrativament en les següents prefectures: Aichi, Fukui, Gifu, Ishikawa, Nagano, Niigata, Shizuoka, Toyama i Yamanashi. Chubu compta amb tres subregions principals: la regió de Tokai a la costa de l'oceà Pacífic, la regió de Hokuriku a la costa del Mar del Japó i la regió de Koshinetsu.